# Пашинский, Сергей Владимирович
Серге́й Влади́мирович Паши́нский (укр. Сергій Володимирович Пашинський; род. 14 октября 1966, село Зорное, Ровенская область) — украинский политический деятель. С 5 марта по 10 июня 2014 года исполнял обязанности руководителя Администрации президента Украины. Народный депутат Украины V, VI, VII и VIII созывов (2006—2019).

## Образование
В 1991 году окончил Киевский педагогический институт имени М. Горького по специальности: «учитель истории и обществоведения». В институте принимал участие в общественной работе, был членом комитета комсомола.

## Профессиональная карьера
После получения высшего образования незначительное время проработал по полученной специальности учителем. Затем занялся мелким и средним бизнесом.
До 1999 года работал в различных коммерческих структурах. По данным Центризбиркома, на момент парламентских выборов 1998 года был президентом ЗАО «Торговый дом банка „Украина“». 1999—2000 — заместитель председателя правления «Ощадбанка».

## Политическая карьера
На парламентских выборах 2002 года баллотировался в Верховную раду от блока политических партий «Против всех», № 12 в избирательном списке. Кандидатура была снята.
С февраля до августа 2005 был советником премьер-министра Украины Юлии Тимошенко. Также параллельно с мая 2005 до июля 2006 занимал должность заместителя председателя наблюдательного совета «Государственного ипотечного учреждения». С августа 2005 по январь 2006 — генеральный директор Государственного предприятия «Укррезерв» Госкомитета Украины по государственному материальному резерву (Госкомрезерв).
25 мая 2006 года — 14 июня 2007 года — народный депутат Украины V созыва от Блока Юлии Тимошенко, № 101 в избирательном списке. Глава подкомитета по вопросам стратегии развития отрасли и инвестиций Комитета Верховной рады по вопросам топливно-энергетического комплекса, ядерной политики и ядерной безопасности.

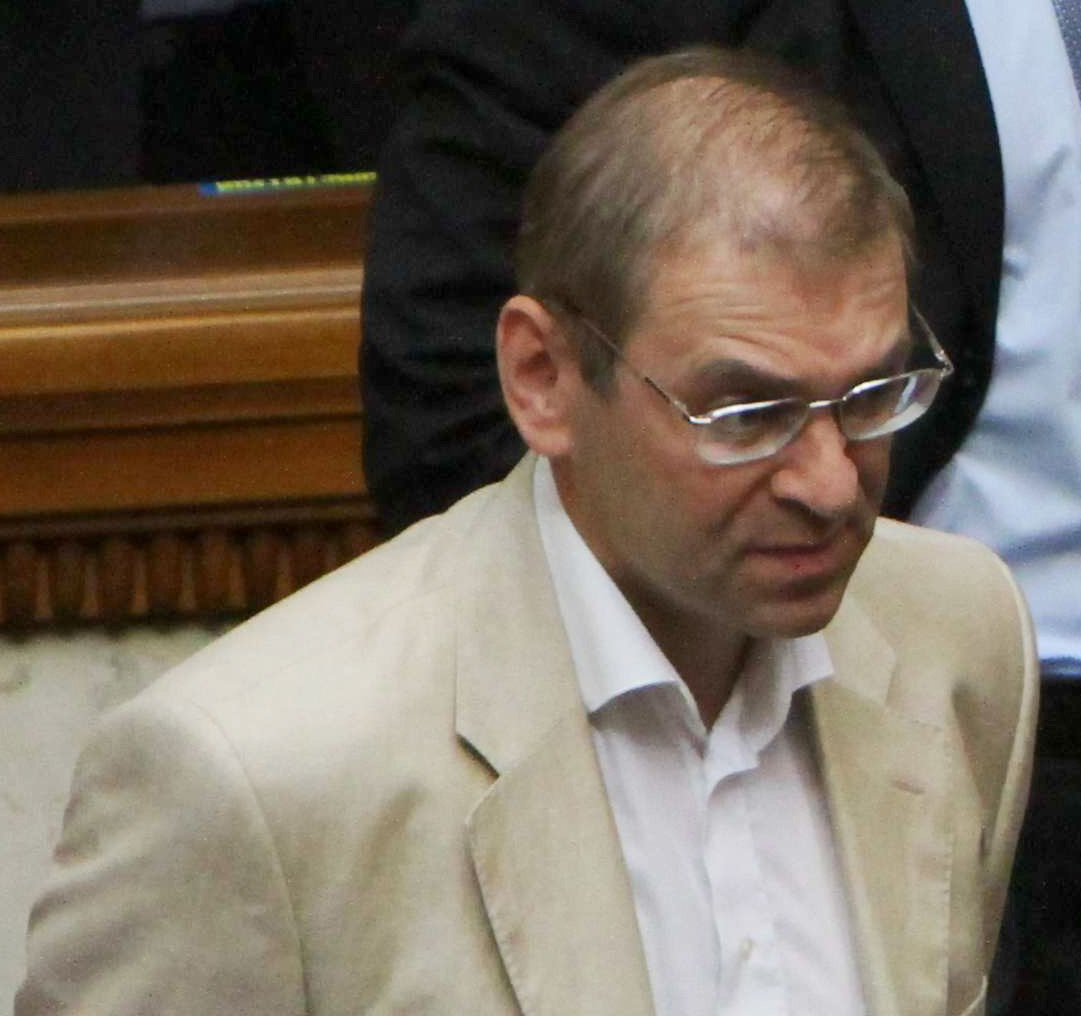
Сергей Пашинский, 2013 год

В 2007 году возглавил Житомирскую областную организацию ВО «Батькивщина».
23 ноября 2007 года — 12 декабря 2012 года — народный депутат Украины VI созыва от БЮТ, № 73 в избирательном списке списке. Член Комитета Верховной рады по вопросам топливно-энергетического комплекса, ядерной политики и ядерной безопасности.
С 12 декабря 2012 года — народный депутат Украины VII созыва от партии Всеукраинское объединение «Батькивщина», № 27 в избирательном списке списке. Заместитель председателя фракции ВО «Батькивщина» в Верховной раде. Член Комитета Верховной рады по вопросам топливно-энергетического комплекса, ядерной политики и ядерной безопасности.
Во время Евромайдана — участвовал в организационном обеспечении акций протеста. В конце января на движимое и недвижимое имущество Пашинского и ряда других оппозиционных депутатов Верховной рады участвовавших в Евромайдане был наложен арест в связи с иском о возмещении ущерба, поданным Федерацией профсоюзов Украины после захвата активистами Самообороны Майдана Дома профсоюзов и дворца «Октябрьский» в Киеве.
5 марта 2014 года Сергей Пашинский был назначен исполняющим обязанности главы администрации президента Украины. По приказу исполняющего обязанности президента Александра Турчинова 9 апреля было создано Главное управление по обеспечению деятельности Главы Администрации президента со включением в штат 10 человек. Это было сделано в нарушение постановления Правительства Украины «Об экономии государственных денег и недопущении потерь бюджета» от 1 марта 2014 года, прямо запрещавшего госорганам создавать новые подразделения.
10 июня Пашинский ушел в отставку после избрания Петра Порошенко президентом Украины на внеочередных президентских выборах 2014 года и вернулся к законодательной работе в Верховной раде.
С 2014 по 6 октября 2016 года был главой наблюдательного совета Государственного концерна «Укроборонпром».

### Народный фронт (с 2014 года)

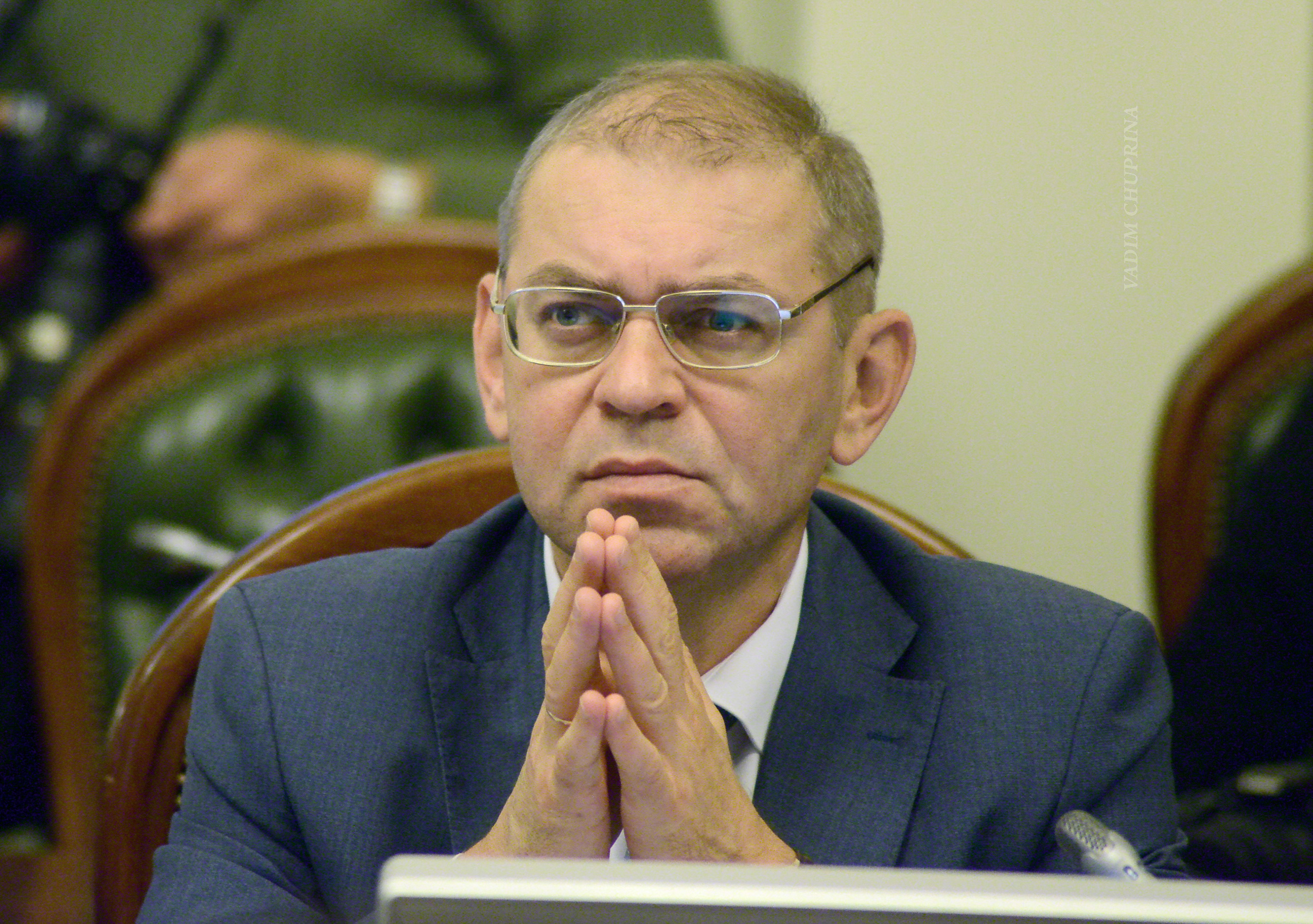
Верховная рада, 2016 год

26 августа глава МВД Украины Арсен Аваков сообщил, что из политсовета партией «Батькивщина», которой вместе с ним вышли около 20 человек, среди них: Александр Турчинов, Арсений Яценюк, Андрей Парубий, Павел Петренко, Лилия Гриневич и Сергей Пашинский. Причиной по словам главы МВД стало то, что им не удалось договориться с партией о слиянии с несколькими другими политическими силами и поставить во главе списка нынешнего премьер-министра Арсения Яценюка. 10 сентября на съезде партии «Народный фронт» Сергей Пашинский месте вошёл в состав политсовета вместе с Арсеном Аваковым, министром юстиции Павлом Петренко, экс-секретарём СНБО Андреем Парубием, общественным деятелем и журналистом Татьяной Черновол, а также народными депутатами Вячеславом Кириленко и Лилией Гриневич. В избирательном списке занял 12 место.
После парламентских выборов в октябре 2014 года представлял «Народный фронт» вместе с Вячеславом Кириленко и Павлом Пинзеником на переговорах о создании коалиции в парламенте с партиями «Блок Петра Порошенко» и «Самопомощь». В декабре 2014 года возглавил Комитет по вопросам национальной безопасности и обороны Верховной рады VIII созыва.
В январе 2015 года выступил с инициативой ограничить фото- и видео-фиксацию заседаний согласительного совета глав депутатских фракций и комитетов Верховной рады, чтобы «не превращать его в политическое ток-шоу». При этом высказался за сохранение аудиофиксации и создание регламента для высказываний лидеров фракций и комитетов.

## Обвинения и санкции со стороны РФ
В 2014 году Следственный комитет РФ возбудил против Пашинского несколько уголовных дел. Азаров, Клюев, Портнов, Захарченко, Пшонка и Янукович неоднократно публично обвиняли Пашинского в личной причастности к организации вооружённого захвата власти, потере Крыма, государственной измене, разжигании русофобии, к совершении преступлений против жителей Донецкой и Луганской областей.
1 ноября 2018 года постановлением Правительства РФ относительно Пашинского и ещё 321 украинских физических и 68 юридических лиц введены специальные экономические меры (санкции).

## Содействие оборонному комплексу Украины
Как член комитета Верховной рады Украины по вопросам национальной безопасности и обороны способствовал бюджетному финансированию работы оборонных заводов по ремонту и модернизации бронетехники, танков и артиллерии. В том числе лоббировал разработки госпредприятия "Киевское конструкторское бюро «Луч» — «Стугна», «Корсар», «Вильха», «Нептун», а также разработку Краматорского завода тяжёлого станкостроения — САУ «Богдана», которые играют существенную роль в отпоре полномасштабного вторжения России на Украину.
В 2015 году вместе с коллегой по комитету Нацбезопасности Татьяной Черновол для финансирования работ заводов оборонного комплекса инициировал законопроект о спецконфискации в государственный бюджет Украины «активов Януковича» в виде облигаций на сумму $1,5 млрд, арестованных в банках Украины после бегства экс-президента.
Накануне российского вторжения Пашинский при содействии КБ «Луч» начал подготовку 50 расчетов ПТРК «Стугна» и «Корсар» из числа добровольцев. По согласованию с руководителем КБ «Луч» организовал своевременный вывоз с завода в г. Малин Житомирской области (перед авиаударом по нему) большого количества ракет к такому оружию, как «Стугна», «Корсар», «Вильха», «Скиф», «Нептун» и передал их Вооружённым силам Украины. Также истребовал с г. Шепетовка и передал армии пусковую установку «Вильха». За что Государственное бюро расследований открыло уголовное производство против Пашинского, а сотрудники оборонного госпредприятия подверглись пыткам — от них пытались получить информацию о местонахождении указанных ракет.
Согласно статье The New York Times от августа 2023 г., в первые дни вторжения Пашинский стал крупнейшим поставщиком оружия для Украины, продажи его компании «Украинская бронетехника» за 2022 г. составляли более $350 млн долл. с $2,8 млн. в 2021 г.

## Уголовное преследование

### Обвинения в хищении средств «Ощадбанка»
В ноябре 2002 года Генеральная прокуратура Украины предъявила Сергею Пашинскому обвинение в хищении в 1999—2000 гг. 4 млн долларов, а также в совершении ряда мошеннических сделок при получении кредитов от других банков. 30 ноября 2002 года Печерский суд города Киева в рамках заведенного уголовного дела дал санкцию на взятие Пашинского под стражу. Он был арестован по подозрению в хищении средств «Сбербанка Украины» («Ощадбанка»), предназначенных для компенсации советских вкладов гражданам, достигшим 80 лет. Обвинения были предъявлены по ст. 191 ч. 5, 222 ч. 2 Уголовного кодекса Украины (присвоение чужого имущества в особо крупных размерах путём злоупотребления служебным положением; мошенничество). 6 февраля 2003 года Апелляционный суд города Киева отпустил Пашинского под подписку о невыезде. По информации «Украинской правды», Юлия Тимошенко лично приехала в Лукьяновское СИЗО, чтобы вывезти оттуда Пашинского, которого следствие якобы хотело повторно арестовать.
8 октября 2003 года Дарницкое районное управление юстиции города Киева в рамках расследования уголовного дела № 49-1041 переквалифицировало статьи обвинения на ст. 364 ч. 2, ст. 365 ч.3 Уголовного кодекса Украины (превышение служебных полномочий). В феврале 2004 года расследование было приостановлено согласно ст. 7. «Порядок освобождения от уголовной ответственности и от наказания вследствие изменения обстановки» Уголовно-процессуального кодекса Украины. Таким образом, уголовное дело открытое против Пашинского окончилось ничем и он остался на свободе.

### Попытка рейдерского захвата кондитерской фабрики в Житомире
27 ноября 2015 года Общество с дополнительной ответственностью «ЖЛ» (ранее — ЗАО «Житомирські ласощі») заявило о готовящемся рейдерском захвате предприятия. Член наблюдательного совета компании Денис Долинский заявил: «Нардеп Сергей Пашинский и его компаньон Сергей Тищенко готовят попытку рейдерского захвата Житомирской кондитерской фабрики. Получено соответствующее незаконное судебное решение судьи Тернопольского окружного административного суда Ходачкевич Н. И. Это уже не первая попытка Пашинского захватить фабрику». Компания обратилась к властям с просьбой помочь разобраться в ситуации. Через три дня, 30 ноября, к фабрике подъехали автобусы с так называемыми «титушками» — группой из 200 спортивных людей, перед которыми была поставлена задача силовым путём захватить предприятие. По данному факту Национальное антикоррупционное бюро Украины начало расследование.
В ночь на 5 января 2016 года полиция задержала 134 человека, которые устроили рядом с предприятием массовую драку с выстрелами. В этой попытке рейдерского захвата президент компании Игорь Бойко также обвинил Пашинского и Сергея Тищенко. В руководстве «ЖЛ» заявили, что «Житомирским ласощам» Юрия Лещинского принадлежало старое оборудование завода, в то время как все права на товарные знаки находятся в собственности у Игоря Бойко. В декабре 2017 года Бойко был арестован, избит конвоирами в зале суда и попал в больницу.

### Конфликт с Татьяной Блистив
В июле 2018 года Глава комитета Верховной рады по безопасности и обороне Татьяна Блистив заявила, что Сергей Пашинский угрожал ей после того, как Блистив отказалась визировать сравнительную таблицу к разным версиям законопроекта № 6697 о реструктуризации задолженности предприятий «Укроборонпрома» перед Россией. По словам Татьяны Блистив, ещё первая версия законопроекта была рекомендована к принятию с нарушением регламента. В частности, текст закона менялся после писем из «Укроборонпрома», курируемого Пашинским. После того как секретариат комитета отказался делать сравнительную таблицу, Пашинский вызвал Блистив к себе в кабинет и начал ей в грубой форме угрожать.
Генеральный прокурор Украины Юрий Луценко 17 июля рассказал прессе, что «Секретарь комитета написала заявление об угрозе физической расправы со стороны народного депутата. Это дело зарегистрировано и передано по подследственности в СБУ». В своём заявлении Блистив написала: «У нашей семьи есть реальные основания опасаться осуществления этой угрозы как самим Пашинским, так и другими лицами, поскольку Пашинский мне сказал, что я ещё не знаю, кто он такой и что у него для таких, как я, есть „специально обученные люди“. Кроме того, Пашинский сообщил мне, что он очень богатый человек, а именно: что его состояние составляет 10 % ВВП Украины, а я никто в этом мире».
Предварительно 9 июля 2018 года Главным управлением Национальной полиции в г. Киеве было открыто уголовное производство касательно попытки воровства путем мошенничества Татьяной Блистив 75 тыс. грн у помощника Сергея Пашинского.

### Стрельба в новогоднюю ночь 2016—2017
В новогоднюю ночь с 2016 на 2017 год Пашинский выстрелил из наградного пистолета «Glock 19» в ногу жителю пригорода Вячеславу Химикусу. Конфликт вспыхнул на бытовой почве. Сам нардеп утверждает, что оборонялся. Вячеслав Химикус, в которого выстрелил Пашинский, утверждает, что нанес депутату удар бутылкой по голове после того, как тот направил на него оружие. Химикус заявил, что народный депутат стрелял в него сверху, а не из положения лёжа, как утверждал Пашинский. Об этом свидетельствует входное и выходное отверстие в ноге потерпевшего. От выстрела, произведённого с расстояния 15 см, на ноге остался пороховой ожог. Кроме того, Пашинский не производил предупредительного выстрела. Врач, оперировавший Химикуса, подтвердил, что стрельба производилась сверху вниз, поскольку осколки кости смещены вниз от таза.
26 июля 2017 года Генпрокуратура закрыла дело в отношении Пашинского, однако 13 декабря Печерский районный суд Киева обязал возобновить расследование уголовного производства. Постановление следователя Генпрокуратуры суд признал незаконным и отменил его. В мае 2018 года Печерский суд обязал Генпрокуратуру расследовать, куда исчезло видео с места происшествия. 29 мая ГПУ признала факт манипуляций с видеозаписями и внесла в Единый реестр досудебных расследований информацию об этом деле.
4 октября 2019 года следователи центрального аппарата Государственного бюро расследований сообщили о подозрении в отношении «народного депутата Украины Верховной рады V—VIII созывов» по делу о конфликте 31 декабря 2016 на территории Киевской области. Сергею Пашинскому выдвинуто подозрение в причинении гражданину тяжкого телесного повреждения. На момент публикации сообщения решался вопрос об избрании меры пресечения в виде содержания под стражей. Действия народного депутата квалифицированы по части 1 статьи 121 Уголовного кодекса («умышленное тяжкое телесное повреждение»), подразумевающей наказание в виде лишения свободы на срок от пяти до восьми лет.
7 октября 2019 года Печерский районный суд Киева избрал Пашинскому меру пресечения в виде содержания под стражей до 4 декабря и без права залога. 18 октября Апелляционный суд оставил в силе решение об избрании меры пресечения бывшему народному депутату. Потерпевший Вячеслав Химикус в интервью, опубликованном 25 октября, заявил, что не менее 30 раз подавал заявления в суды различной инстанции, и поблагодарил за настойчивость в активизации производства по данному уголовному делу пророссийского политика — бывшего заместителя главы Администрации президента Украины (Виктора Януковича) — Андрея Портнова, который пребывает под визовыми и финансовыми санкциями США из-за причастности к масштабной коррупции на Украине.
В начале июля 2020 года Государственное бюро расследований передало в суд обвинительный акт в отношении Сергея Пашинского.
Пашинский назвал этот акт «фейковым и сфальсифицированным», а дело — местью Портнова. 9 марта 2021 года потерпевший Вячеслав Химикус отказался от исковых требований. 18 марта 2021 года уголовное дело было закрыто, Сергей Пашинский оправдан и ему вернули ранее изъятый пистолет.

## Скандалы

### Дело о киевских снайперах
18 февраля 2014 года, во время протестов сопровождавшихся столкновениями с милицией на Майдане Незалежности, в сети появился видеоролик (ссылка на него была размещена на официальном сайте МВД Украины), на котором Сергей Пашинский предположительно вывозит с Майдана охотничий карабин Norinco CQ-A на базе автомата М4. По словам самого политика, оружие было найдено в багажнике активиста, планировавшего протаранить бойцов «Беркута», после чего кто-то без каких-либо доказательств обвинил водителя в убийствах евромайдановцев. Разрешение на оружие у этого человека было, и Пашинский просто отвёз его подальше от агрессивной толпы, записав его координаты. Владельца оружия потом допрашивала Генеральная прокуратура Украины, а с самого орудия делались отстрелы, не давшие положительного результата возможным обвинениям.

### Инцидент с вооружёнными активистами «Правого сектора»
14 марта 2014 года в Киеве на улице Льва Толстого около десяти человек в масках подбежали к жильцам дома, когда те загружали в автомобиль мусор, лежавший возле подъезда многоэтажки и выпустили в воздух очередь из автомата, потом положили троих мужчин на землю, а одного ударили металлическим прутом по голове. Предположительно, причиной инцидента послужил конфликт жильцов с местным районным депутатом, который приватизировал подвал дома. На рукавах у нападавших были повязки «Правого сектора». Свидетели вызвали милицию, наряд прибыл в считанные минуты. Затем на место происшествия приехал Сергей Пашинский. Он переговорил с руководителем нападавших и милицией, после чего всех задержанных отпустили, даже не изъяв оружие.

### Случаи «кнопкодавства»
Во время пленарного заседания Верховной рады 14 октября 2014 года Сергей Пашинский был пойман на неперсональном голосовании («кнопкодавстве»), запрещённом законодательством Украины.
22 мая 2015 года Пашинский вновь был замечен за «кнопкодавством». Сначала он проголосовал за себя, а затем пересел на другое место и отдал голос за Николая Мартыненко.

### Драка с Сергеем Власенко
7 июля 2016 года Сергей Пашинский устроил драку в Верховной раде с народным депутатом от «Батькивщины» Сергем Власенко. По словам журналиста Татьяны Николаенко, Власенко оскорбил Татьяну Черновол, и Сергей Пашинский набросился на коллегу с кулаками.

### Противостояние с Transparency International
16 июля 2016 года на главу украинского отделения неправительственной международной организации Transparency International Андрея Марусова дважды нападали неизвестные, в результате чего был похищен ноутбук с архивными данными. Марусов в своём заявлении отметил, что эти события не были случайностью, поскольку нападавшие обращались к нему по имени. Глава Transparency International Ukraine связал ограбление с недавними высказываниями главного военного прокурора Анатолия Матиоса и народных депутатов, близких к Сергею Пашинскому, которые публично обвинили члена правления TIU Виталия Касько в том, что он «якобы тормозил расследование коррупционной деятельности Курченко». Противостояние с организацией продолжилось в 2017 году. В июле Transparency Іnternational призвала Сергея Пашинского опровергнуть ложные заявления «в срыве оборонного заказа». Ранее TI потребовала обнародовать решение суда, на основании которого в бюджет страны были конфискованы 1,5 млрд долларов, которые якобы были арестованы на счетах бывшего президента Украины Виктора Януковича и его окружения.

### Закупка техники для армии по завышенным ценам
В апреле 2018 года в журнале «Новое время» вышло журналистское расследование, в котором утверждалось о причастности Министерства обороны Украины к закупкам по завышенным ценам старых БМП-1 (1980-х годов) у польской фирмы «Wtorplast», которая, в свою очередь, приобретала технику в Чехии. Бездоказательно утверждалось о причастности к этому Сергея Пашинского и первого заместителя секретаря СНБОУ Олега Гладковского. Министр обороны Степан Полторак в интервью «Би-би-си» заявил, что «Информация не соответствует действительности, потому что Минобороны закупило боевые машины за $169 тыс. Информация, которую я читал в журнале — там речь шла о $205 тыс.».
Сергей Пашинский и компания «Wtorplast» заявили о судебных исках к изданию «Новое время» из-за убытков, нанесенных публикациями. На парламентские слушания касательно указанного вопроса для пояснений прибыли представители польской компании-поставщика, но главный редактор издания Виталий Сыч не явился несмотря на приглашение, заявив, что передал документы в Национальное антикоррупционное бюро Украины.

### Полномасштабная война с Россией — поставки оружия
После начала полномасштабного вторжения России в Украину, в 2023 году связанная с Пашинским компания стала крупнейшим поставщиком оружия в Украине.

## Взгляды
- На вопрос корреспондента в интервью в июле 2014 года «Вы верите, что вы сможете создать такую страну, которая бы искупила горе вдов и сирот, чьи мужья и сыновья погибли на Майдане?» Пашинский цитирует Левко Лукьяненко, который «сказал мудрые слова: „Нация, которая не может посылать своих сыновей на смерть, это нация рабов“»[84].
- В том же интервью Пашинский рассказывает: «Бизнесом я начал заниматься с 1990 года. И ещё тогда я понимал, что деньги — это инструмент. Но когда деньги превращаются в самоцель, человек превращается в животное. Всегда у кого-то будет больше власти и денег». Там же он высказывался: «Меня всегда пугали фанатики. У Окуджавы[85] есть песня: не бойтесь тюрьмы, не бойтесь сумы, а бойтесь того, кто скажет „я знаю, как надо“. Так вот, я не знаю, как надо»[84].

## Награды
- Наградное оружие — пистолет «Glock 19» (28 марта 2014)[86].
- Наградное оружие — пистолет-пулемёт «Форт-224» (14 октября 2014)[86].

## Доходы
За 2017 год Сергей Пашинский задекларировал заработную плату в Верховной раде в размере 239 973 гривны, компенсацию затрат за выполнение депутатских полномочий (252 825 гривен), два автомобиля — Mercedes-Benz S500 4MATIC (2011 года выпуска) и Mercedes-Benz GL 450 4MATIC (2007 года выпуска), а также прицеп для лодок Tracker Targa и лодку Targa 175 WT (2006 года выпуска). В электронную декларацию он внёс коллекцию из 15 картин и наручные часы производства Breguet и Chopard. За год нардеп получил процентов с депозитов в «Айбокс Банке» на общую сумму 111 753 гривны. Также у Пашинского было 1,7 млн гривен, 120 тыс. долларов США и 90 тыс. евро наличных средств. Народный депутат одолжил в 2015 году 3,5 млн гривен у Дмитрия Олейника. Супруга Руслана Анатольевна задекларировала жилой дом площадью 1020,6 м² в селе Хлепча Васильковского района Киевской области, в том же районе — семь земельных участков общей площадью в 13 370 м² и нежилое помещение площадью в 179,4 м². Руслана Пашинская являлась обладательницей акций компаний («Жовтень», «ДКБМК», «КЕБО» и «Завод Радар») общей номинальной стоимостью в 121 581 гривну, двух автомобилей (Volkswagen Touareg 2014 года выпуска, стоимостью 765,9 тыс. гривен и Subaru Tribeca 2007 года выпуска), наручных часов Chopard. Также супруга народного депутата указала в декларации доход от отчуждения ценных бумаг и корпоративных прав ООО «Энергобудлизинг» (2 393 612 гривен) и проценты с депозита в «Айбокс Банке» на общую сумму в 55 076 гривен; она получила страховые выплаты на сумму 86 916 гривен. У Русланы Пашинской было 2,9 млн гривен, 150 тыс. долларов и 50 тыс. евро наличных средств.
Согласно данным, внесённым в Единый государственный реестр деклараций, 3 октября 2018 года Сергей Пашинский приобрёл люксовый рыболовный катер Tracker Pro Guide V175WT за 642,8 тыс. гривен, то есть за сумму, превысившую весь его доход за предыдущий год.

## Семья
Женат, имеет двоих сыновей.
Сын политика Антон Пашинский — выпускник Киевского национального экономического университета имени Вадима Гетьмана, магистр международной экономики, доброволец Национальной гвардии Украины. Руководитель департамента «Спецтехноэкспорта» государственного концерна «Укроборонпром».